# Criteris de Centor
Els criteris de Centor són un conjunt de criteris que es poden utilitzar per identificar la probabilitat d'una infecció bacteriana en pacients adults que es queixen, de forma aguda, de mal de coll. Es van desenvolupar com un mètode per diagnosticar ràpidament la presència de la infecció estreptocòccica del grup A o el diagnòstic de la faringitis estreptocòccica en "pacients adults que es van presentar a una sala d'urgències urbana queixant-se d'un mal de coll". Els criteris de Centor porten el nom de Robert M. Centor, un internista de la University of Alabama at Birmingham School of Medicine.

## Criteris
| Clínica a valorar               | Punts |
| ------------------------------- | ----- |
| Febre                           | 1     |
| Absència de tos                 | 1     |
| Adenopaties cervicals anteriors | 1     |
| Exsudat amigdalar               | 1     |
| Edat                            |       |
| -15                             | 1     |
| 15-45                           | 0     |
| >45                             | -1    |

### Puntuació
Les puntuacions que poden oscil·lar entre -1 i 5, indicarien quin tractament fer:
- -1, 0 o 1 punt(s) - No cal antibiòtic ni cultiu de gola (risc d'infecció per estreptococ <10%)
- 2 o 3 punts: Fer un cultiu de la gola i tractar amb un antibiòtic si el cultiu és positiu. Hi ha un risc d'infecció per estreptococ del 32% si recull 3 criteris, 15% si en són 2.
- 4 o 5 punts: Tractar amb antibiòtic o bé considerar la prova ràpida d'estreptococ i/o el cultiu abans d'indicar l'antibiòtic. Hi ha un risc d'infecció per estreptococ del 56%.

Però la Infectious Diseases Society of America i l'American College of Physicians ja no recomanen el tractament empíric de l'estreptococ basat només en la simptomatologia.